# Melinaea idea
Melinaea idea är en fjärilsart som beskrevs av Felder 1862. Melinaea idea ingår i släktet Melinaea och familjen praktfjärilar. Inga underarter finns listade i Catalogue of Life.